# David Calder (acteur)
Pour les articles homonymes, voir David Calder et Calder.
David Calder, né à Portsmouth (Hampshire, Angleterre) le 1er août 1946, est un acteur anglais et britannique.

## Biographie
David Calder reçoit sa formation d'acteur à l'école d'art dramatique Old Vic Theatre School (en) à Bristol.
Sa filmographie comprend plus de cent-vingt productions cinématographiques et télévisuelles dont, en 1999, un rôle dans le James Bond Le monde ne suffit pas, en 2006 celui de l'évêque de Grasse dans Le Parfum, histoire d'un meurtrier de Tom Tykwer et en 2008, il tient le rôle de Roger Wilson dans La Momie : La Tombe de l'empereur Dragon.
En 1977, il compose sa seule et unique bande musicale pour le film Sleeping Dogs de Roger Donaldson.

## Filmographie partielle

### Au cinéma
- 1982 : Travail au noir
- 1986 : Au nom du royaume (Defence of the Realm)
- 1986 : Une vie normale
- 1992 : Friday on my mind
- 1999 : Le monde ne suffit pas : Sir Robert King
- 2000 : Le roi est vivant
- 2001 : Killing Angel
- 2006 : Le Parfum : l'évêque de Grasse
- 2008 : La Momie : La Tombe de l'empereur Dragon : Roger Wilson
- 2013 : Rush

### À la télévision
- 2003 : Inspecteur Barnaby (saison 6)
- 2011 : United (téléfilm)
- 2012 : Titanic : (mini-série)
- 2024 : Rivals : révérend Fergus Penny (2 épisodes)